# Moje Terara
Moje Terara (jiný přepis: Moje Tärara; jiné názvy: Moje, Tulu Modže, Tullu Modže) je mladý, trachyticko-ryolitový sypaný kužel, nacházející se v Etiopii, asi 20 km jižně od jezera Koka, v jedné z nejaktivnějších zón etiopského riftového systému. Všechny zaznamenané historické erupce probíhaly z trhlinových struktur, lokalizovaných asi 5 km severně od základny sopky.